# Amalario de Metz
Amalario de Metz, también conocido como  Amalrio de Metz o Amalarius Symphosius fue un teólogo y liturgista  cristiano del Renacimiento carolingio. Vivió en Francia a comienzos del siglo IX. Fue discípulo de Alcuino de York. Algunas de sus doctrinas fueron condenadas en el Concilio de Quierzy de 838.

## Obra
- Liber officialis oder De ecclesiasticis officiis, verf. 820[1]

- Liber de ordine antiphonarii, etwa 832